# Franz Schafheitlin
Franz Erwin Paul Schafheitlin (né le 9 août 1895 à Berlin, mort le 6 février 1980 à Pullach im Isartal) est un acteur allemand.

## Biographie
Schafheitlin fait ses débuts en 1920 à Osnabrück puis joue dans les théâtres de Halberstadt, Stuttgart, Zurich et en 1926, Berlin. Il commence alors une carrière au cinéma et obtient beaucoup de seconds rôles. De 1930 à 1936, Schafheitlin est présent au Volkstheater de Vienne puis revient à Berlin.
Durant la Seconde Guerre mondiale, il tournes dans des films de propagande où il interprète des personnages négatifs. Après la guerre, on le voit dans des rôles de dirigeants.
Il fait aussi du doublage, notamment d'Anthony Quinn et de Ralph Truman.

## Filmographie partielle

### Cinéma
- 1927 : Die Frauengasse von Algier
- 1929 : Le Mensonge de Nina Petrowna
- 1929 : Sainte-Hélène (Napoleon auf St. Helena) de Lupu Pick
- 1932 : Der Hexer
- 1935 : … nur ein Komödiant
- 1935 : Die ewige Maske
- 1936 : August der Starke de Paul Wegener :
- 1938 : Magda de Carl Froelich
- 1939 : Cœur immortel (Das unsterbliche herz) de Veit Harlan
- 1940 : Bismarck de Wolfgang Liebeneiner
- 1940 : Kora Terry
- 1941 : Le Président Krüger de Hans Steinhoff, Karl Anton et Herbert Maisch
- 1941 : Friedemann Bach (Le Musicien errant)
- 1941 : Ich klage an de Wolfgang Liebeneiner
- 1941 : Ma vie pour l'Irlande de Max W. Kimmich
- 1941 : Le Grand Roi de Veit Harlan
- 1941 : Ein Windstoß
- 1942 : Rembrandt de Hans Steinhoff
- 1942 : Andreas Schlüter d'Herbert Maisch
- 1943 : Paracelse de Georg Wilhelm Pabst
- 1943 : Titanic d'Herbert Selpin et Werner Klingler
- 1944 : Offrande au bien-aimé de Veit Harlan
- 1944 : Philharmoniker
- 1944 : Frech und verliebt
- 1945 : Kolberg de Veit Harlan et Wolfgang Liebeneiner
- 1947 : In jenen Tagen
- 1950 : Dreizehn unter einem Hut
- 1950 : Der Fall Rabanser
- 1951 : Dr. Holl
- 1951 : Professor Nachtfalter
- 1951 : Unsterbliche Geliebte
- 1951 : Die Csardasfürstin
- 1951 : Hanna Amon (en)
- 1951 : Heidelberger Romanze
- 1951 : Die Dame in Schwarz
- 1952 : Die große Versuchung de Rolf Hansen
- 1955 : Gruß und Kuß vom Tegernsee
- 1955 : Ingrid : Die Geschichte eines Fotomodells
- 1955 : Musik, Musik und nur Musik
- 1956 : Solange noch die Rosen blühn
- 1956 : Mein Bruder Josua
- 1957 : Es wird alles wieder gut
- 1958 : Schmutziger Engel
- 1958 : Grabenplatz 17
- 1958 : Vater, Mutter und neun Kinder
- 1959 : La Belle et l'Empereur d'Axel von Ambesser
- 1959 : Les Géants de la forêt de Paul May
- 1959 : Der Fall Pinedust
- 1960 : Das Erbe von Björndal
- 1961 : Les Mystères de Londres
- 1973 : Die Zwillinge vom Immenhof
- 1974 : Zwei im siebten Himmel
- 1974 : Frühling auf Immenhof

### Télévision
- 1964 : Die fünfte Kolonne, Schattenspiel
- 1966 : Commando spatial - La Fantastique Aventure du vaisseau Orion
- 1968 : Der Kaufmann von Venedig
- 1968 : Das Kriminalmuseum – Das Goldstück
- 1969 : Der Kommissar – Der Tod fährt 1. Klasse